# Elimonjärvi
Elimonjärvi är en sjö i kommunen Ilomants i landskapet Norra Karelen i Finland. Sjön ligger 173,9 meter över havet. Den är 1 meter djup. Arean är 52 hektar och strandlinjen är 3,07 kilometer lång. Sjön  ingår i Vuoksens huvudavrinningsområde.   Den ligger omkring 82 kilometer nordöst om Joensuu och omkring 450 kilometer nordöst om Helsingfors. 